# タイ王国国家警察庁
タイ王国国家警察庁（タイおうこくこっかけいさつちょう、タイ語：ตำรวจแห่งชาติ、英語：Royal Thai Police、RTP）は、タイ王国の警察。1933年に創設。「タイ国家警察」、「タイ警察」もしくは英語訳より、「タイ王立警察」とも記述される。

## 概要

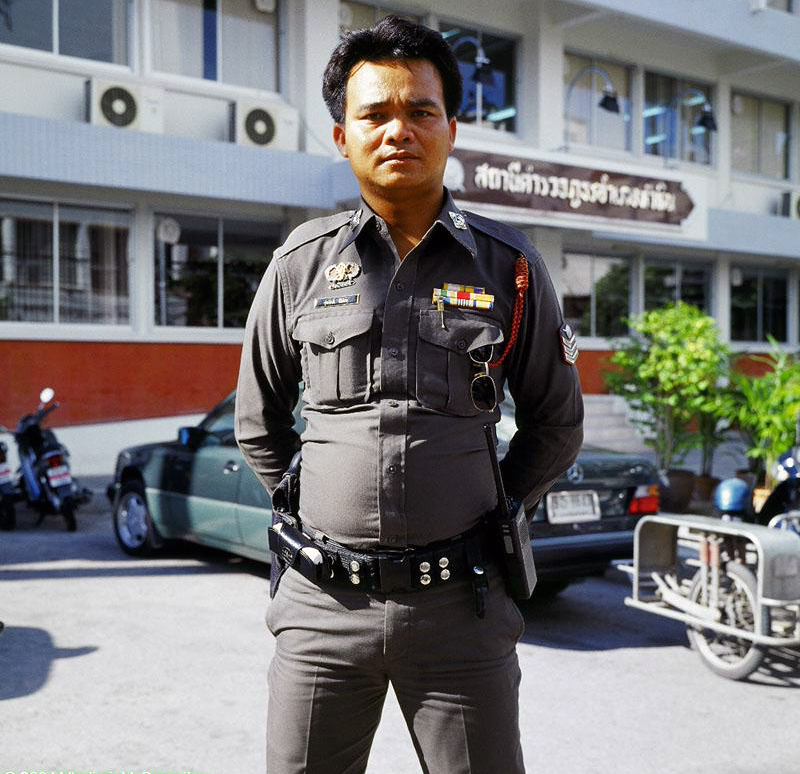
タイ王国国家警察官

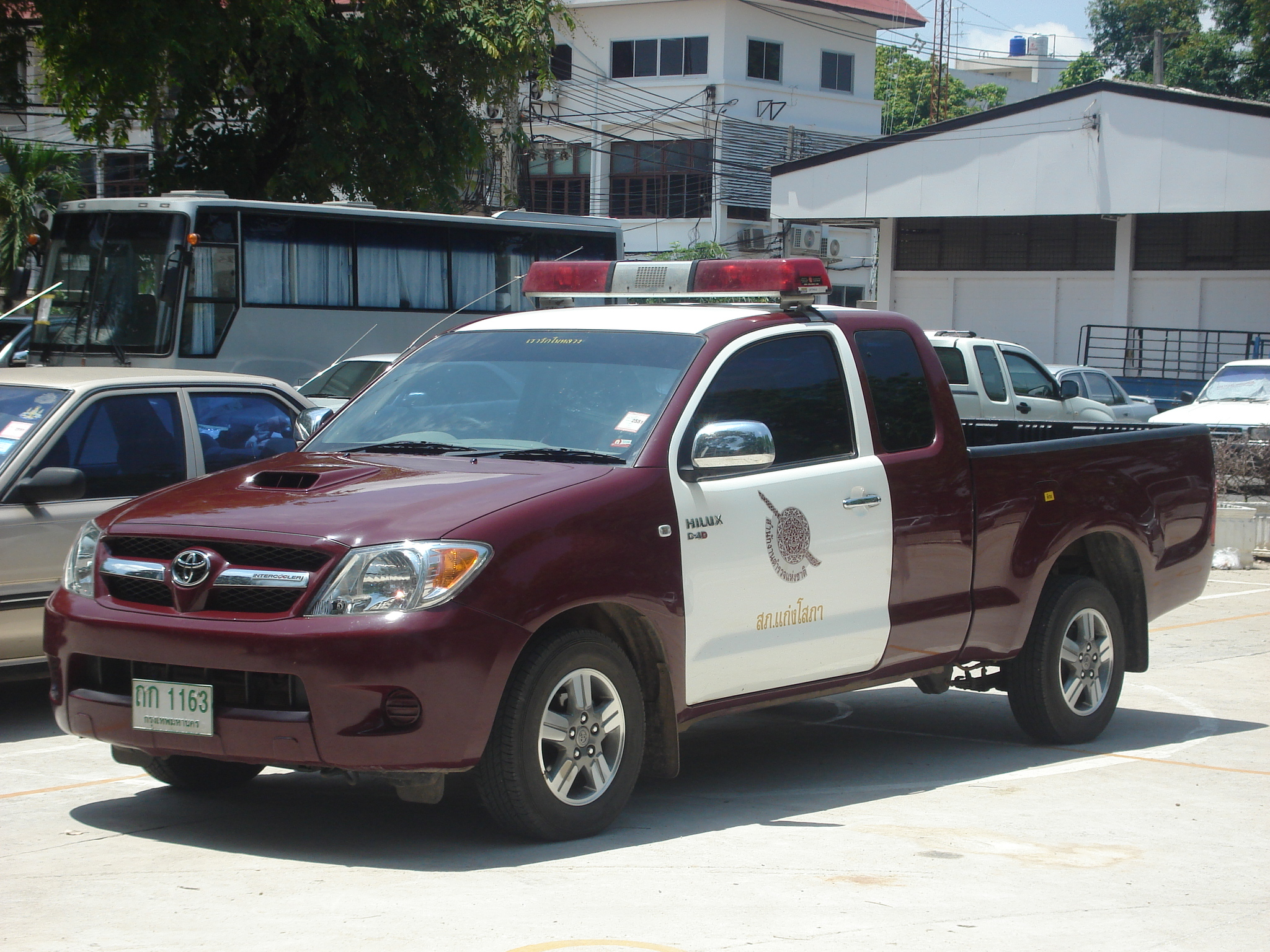
栗色と白のタイのパトカー

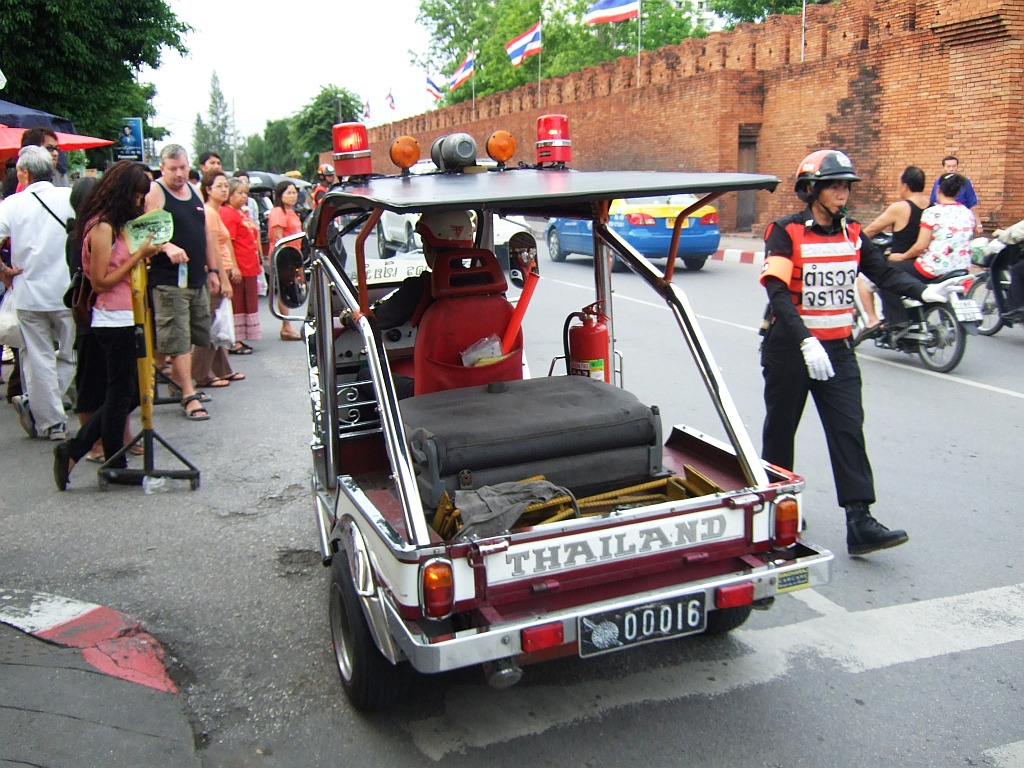
チェンマイ県のトゥクトゥクを用いたパトカー

タイ王国国家警察庁は、タイ国内の警察公務を行う。首相の直属の警察長官が長となり運営する局レベル組織。

## 歴史

### 初期の警察組織
タイ王国で初めて警察公務を行ったのは、アユタヤ王朝トライロークナート王であるといわれている。内務大臣、宮内大臣、大蔵大臣、農務大臣の四大臣による城市の統治制度を整えた際に、内務局（กรมเวียง:城市局）に警察組織を創設し、ジャクリートシーオンラック（เจ้าพระยาจักรีศรีองครักษ์）を長官に据えた。
さらに、タンマーティボーディーシーラタナモンティエンバーン（เจ้าพระยาธรรมาธิบดีศรีรัตนมณเฑียรบาล）が長官になると、警察組織を首都警察、地方警察、王宮警護警察の三つに分割した。当時の警察官に選ばれる人物は、王が安心できるように良い家系の出自をもち、宗教、王室に忠誠を尽くす人物が選ばれ、国王が直轄した。警察長官の俸給となるサクディナー（賜田地）には、文官の基準が適用された。この時期、警察組織は王室の為に警護任務を遂行することに主眼があり、まだ王国全土の治安維持に拡大していくことはなかった。しかし、外国との交流が増え、国家の状況が変化していく中で、徐々に西欧諸国の様式の警察組織に変革されていくことになる。

### 警察の近代化
1860年から1932年までの間、西欧列強諸国がアジアに進出してきていた当時の国際政治状況の中で、タイは王国全土で西欧諸国に習った大規模な地方行政改革を行った。それに伴い警察組織も、地方の反乱を抑え、国内の治安維持を行う全国組織として急速に整備が行われた。
1862年、イギリス人サミュエル・ジョセフ・バード・エームズがルワンラッタヤーピバーンバンチャーの官位を得、西欧諸国のような都市の治安維持を目的とした近代警察隊の創設を初めて提案した。
1876年には、A.J.ジャーディンを顧問に迎え、首都警備以外にも警察の職務が拡大し、地方警察を警察軍（ทหารโปลิศ）に格上げした。それにより、地方の治安維持に当たりつつ、軍事行動も可能な組織に改組した。続いて、1877年にデンマーク人G・ショウの提言により、警察軍を都市警護隊局（กรมกองตระเวนหัวเมือง）に改称した。
1892年には、都市警護隊局に代わり、地方警察局（กรมตำรวจภูธร）を創設。ダムロンラーチャーヌパープ親王が大臣を務める内務省に置き、プラヤーワーステープ警察少将（G・ショウ）を地方警察局の局長に据えた。さらに首都省の下に首都警護局（กระทรวงนครบาล、กรมพลตระเวน）を置いた。
1901年、地方警察の幹部を養成するため地方警察士官学校をナコーンラーチャシーマー県に設立。1904年、ナコーンパトム県フワイヂョーラケーに移転し、その後、現在のタイ王国警察士官学校となった。
1905年、地方警察の警察官に関して、軍の「徴兵法」に基づいて、徴兵で人員を確保することが決まった。
地方警察はさらに、イギリス人エリック・セイント・J・ローソンを顧問に迎え、警察公務の拡大・改革を行った。警察機構は当時、首都省警護局と内務省地方警察局の2つの省に分かれて運営が行われていた。
1915年10月13日、この2つの組織を一つの局に統合し、地方警察局および警護局（กรมตำรวจภูธรและกรมพลตระเวน）として一人の局長に統轄させた。現在、この日を記念して、『警察の日』として祝われている。同年終わりには局名を地方警察・首都警察局（กรมตำรวจภูธรและกรมตำรวจนครบาล）に改称。
1922年、内務省が首都省を吸収統合。内務省となる。
1926年、地方警察・首都警察局は再び地方警察局と首都警察局の二局に改組。地方警察局は犯罪者の逮捕、取り締まり、事件捜査、尋問を行い、県刑事裁判所において検事に起訴を行わせた。他方、首都警察局は同様の公務を行うが、起訴は首都圏裁判所（ศาลโปลิศสภา）で行った。

### 立憲革命後
1932年立憲革命後、地方警察局は警察局（กรมตำรวจ）と改称。内務省により4部門に改組。
- 第一部門：中央本部・局長執務所
  - 総務課
  - 会計課
  - 学校課
  - 事件課
  - 入国管理課
  - 登記課
- 第二部門：首都警察
- 第三部門：地方警察
- 第四部門：公安警察

立憲革命直後の警察の状況は、警察官人員と質の不足、装備不足、および劣悪な施設など多くの問題を抱えていた。特に警官の質と人員は大きな問題であり、近代国家形成の中で国土全体に警察業務が拡大して行ったにもかかわらず、警察の人員は欠乏していた。そのため、徴兵によって人員の埋め合わせが行われたが、徴兵警官は2年間勤務の後、除隊してしまうために質を維持することができなかった。当時は志願警官（職業警官）の数よりも、はるかに徴兵警官が多かった。
1936年から1945年にかけて、アドゥン・アドゥンデートチャラットが警察局長になると、この状況に対処するために、人員、予算ともに大いに増強された。懸案であった徴兵警官は大幅に志願警官に置き換えが行われ、予算も拡充された。警察士官学校は、1933年12月に実施された軍務省改組にともない閉鎖。優秀な人材を確保するべく、陸軍戦略教育局の下で陸軍士官学校に統合された。しかし、陸軍将校になるべく入学してきた候補生にとって、警察将校は劣等として格下にみなされることが多かった。
これらの警察改革は第二次世界大戦の中で歪みを大きくしていった。1940年後半にタイが失地回復を求め、仏領インドシナで戦端を開くと、政府は緊急に将校人員の拡大を図った。そのため、候補生を繰り上げ卒業させ、訓練不十分な警察将校を国内治安維持の公務に送り出すことになったのである。さらに戦中、戦後の物資欠乏、物価騰貴に起因する生活苦に加え、満足な経費を支給されていなかった。そのため、警察官、特に下士官や巡査の規律は乱れた。
1946年に、予算削減により陸軍士官学校から警察課程が切り離され、警察将校育成を警察局の管轄に戻すことになったが、警察局においても十分な予算を確保できず、十分な教育、施設を提供することができなかった。戦後から、1954年に警察士官学校がナコーンパトムに自前の校舎を確保するまで、校舎を首都警察巡査学校に間借りしていた。このような戦後の教育制度、学校設備の整わない状況で教育された警察将校たちの世代は、『馬小屋世代』（ルン・ゴック・マー）と呼ばれている。以上のことから、戦後長らく、警察組織に良質な幹部候補生を輩出できず、陸軍のような幹部層を形成することができなかった。また下士官、巡査の質も改善されることはなかった。

### 共産主義封じ込めと警察組織の拡充
1949年に中華人民共和国が成立すると、東南アジアへの共産化を懸念するアメリカ合衆国・西側諸国は、タイを反共主義の前線として位置づけた。その中で、政治的な関与が薄く、王室とのつながりが強かったタイ警察は当時、反共の重要な準軍事組織と目されていた。1951年、警察長官に就任したパオ・シーヤーノン警察大将は、アメリカ中央情報局と秘密裏に協定を結び、兵器、資金、軍事訓練を受け、アメリカとの結びつきを強めていった。国境警備警察と航空支援部隊（PARU）はアメリカの支援を受けて創設された。パオ将軍の下で国境警備警察は強力な反共準軍事組織として成長すると同時に、北タイの黄金の三角地帯などのケシ農園の防衛、交易などの麻薬産業を行い、さらにタイ国内に駐留し、麻薬産業を担っていた中国国民党軍などと癒着してゆくことになった。50年代、60年代を通じて、反共を名目したタイ警察への支援はCIAやUSAIDを通じて一貫して行われた。1965年には、地方警察への巨額の資金提供があり、さらに、1967年-72年の間に警察・軍を含め、3,000名がアメリカ合衆国国内で軍事訓練を受けた。

### 現代のタイ警察
1998年、再び組織変革があり、警察局は首相の直下の機関として、現在のタイ王国国家警察庁となった。

## 本庁所在地
バンコク パトゥムワン区 ラーマ1世通り （ถนนพระรามที่ 1 เขตปทุมวัน กรุงเทพมหานคร）

## 組織

### 警察庁本部
警察庁本部長司令部（สำนักผู้บัญชาการ：สง.ผบ.ตร.）
- 警察戦略事務局（สำนักยุทธศาสตร์ตำรวจ）
- ロジスティック事務局（สำนักงานส่งกำลังบำรุง）
- 人事局 （สำนักงานกำลังพล）
- 予算財務局 （สำนักงานงบประมาณและการเงิน）
- 法律案件事務局（สำนักงานกฎหมายและคดี）
- 警察公務員委員会事務局（สำนักงานคณะกรรมการข้าราชการตำรวจ）
- 警察監察官事務局（สำนักงานจเรตำรวจ）
- 内部監査局 （สำนักงานตรวจสอบภายใน）
- 警察秘書事務局（สำนักงานเลขานุการ）
- 外事部（กองการต่างประเทศ）
- 情報部（กองสารนิเทศ）
- 政策企画委員会事務局（สำนักงานคณะกรรมการนโยบายตำรวจแห่งชาติ）
- 規律部（กองวินัย）
- 航空警察部（กองบินตำรวจ）

### 統轄本部
- 国境警備警察本部（กองบัญชาการตำรวจตระเวนชายแดน）
- 首都圏警察本部 （กองบัญชาการตำรวจนครบาล）
- 麻薬取締警察本部 （กองบัญชาการตำรวจปราบปรามยาเสพติด）
- 中央捜査警察本部（กองบัญชาการตํารวจสอบสวนกลาง）
- 公安警察司令部 （กองบัญชาการตํารวจสันติบาล）
- 教育本部 （กองบัญชาการศึกษา）
- 第1管区地方警察司令部（กองบัญชาการตำรวจภูธรภาค 1）
- 第2管区地方警察司令部（กองบัญชาการตำรวจภูธรภาค 2）
- 第3管区地方警察司令部（กองบัญชาการตำรวจภูธรภาค 3）
- 第4管区地方警察司令部（กองบัญชาการตำรวจภูธรภาค 4）
- 第5管区地方警察司令部（กองบัญชาการตำรวจภูธรภาค 5）
- 第6管区地方警察司令部（กองบัญชาการตำรวจภูธรภาค 6）
- 第7管区地方警察司令部（กองบัญชาการตำรวจภูธรภาค 7）
- 第8管区地方警察司令部（กองบัญชาการตำรวจภูธรภาค 8）
- 第9管区地方警察司令部（กองบัญชาการตำรวจภูธรภาค 9）
- 南部タイ国境県警察局（ศูนย์ปฏิบัติการตำรวจจังหวัดชายแดนภาคใต้、Southern Border Province Police Bureau:SPB）
- 入国管理局 （สำนักงานตรวจคนเข้าเมือง）
- 王室警護警察局 （สํานักงานนายตํารวจราชสํานักประจํา）
- 法科学捜査局 （สํานักงานนิติวิทยาศาสตร์ตํารวจ）
- 情報技術・通信局（สํานักงานเทคโนโลยีสารสนเทศและการสื่อสาร）
- 警察病院（โรงพยาบาลตํารวจ）
- 警察士官学校 （โรงเรียนนายร้อยตำรวจ）

### 地方警察
| 第1管区地方警察 （中央部） | 第2管区地方警察 （東部） | 第3管区地方警察 （東北部南） |
| - チャイナート県警 - ノンタブリー県警 - パトゥムターニー県警 - アユタヤ県警 - ロッブリー県警 - サムットプラカーン県警 - サラブリー県警 - シンブリー県警 - アーントーン県警 | - チャンタブリー県警 - チャチューンサオ県警 - チョンブリー県警 - トラート県警 - ナコーンナーヨック県警 - プラーチーンブリー県警 - ラヨーン県警 - サケーオ県警 | - チャイヤプーム県警 - ナコーンラーチャシーマー県警 - ブリーラム県警 - ヤソートーン県警 - シーサケート県警 - スリン県警 - アムナートチャルーン県警 - ウボンラーチャターニー県警 |

| 第4管区地方警察 （東北部北） | 第5管区地方警察 （北部北） | 第6管区地方警察 （北部南） |
| - カーラシン県警 - コーンケン県警 - ナコーンパノム県警 - マハーサーラカーム県警 - ムックダーハーン県警 - ローイエット県警 - サコンナコーン県警 - ノーンカーイ県警 - ノーンブワラムプー県警 - ウドーンターニー県警 - ルーイ県警 | - ナーン県警 - パヤオ県警 - ラムパーン県警 - ラムプーン県警 - チエンラーイ県警 - チエンマイ県警 - プレー県警 - メーホンソーン県警 | - カムペーンペット県警 - ターク県警 - ナコーンサワン県警 - ピチット県警 - ピッサヌローク県警 - スコータイ県警 - ウッタラディット県警 - ウタイターニー県警 - ペッチャブーン県警 |

| 第7管区地方警察 （西部） | 第8管区地方警察 （南部北） | 第9管区地方警察 （南部南）                                                                                             |
| - カーンチャナブリー県警 - ナコーンパトム県警 - プラチュワップキーリーカン県警 - ラーチャブリー県警 - サムットソンクラーム県警 - サムットサーコーン県警 - スパンブリー県警 - ペッチャブリー県警 | - クラビー県警 - チュムポーン県警 - ナコーンシータンマラート県警 - パンガー県警 - プーケット県警 - ラノーン県警 - スラートターニー県警 | - トラン県警 - ナラーティワート県警 - パッターニー県警 - パッタルン県警 - ヤラー県警 - ソンクラー県警 - サトゥーン県警 |

## 階級

### 高等官（国王任官）
| 日本語       | タイ語         | 発音                                 | タイ語略式    | 英語                      | 英語略式      | 備考       |
| ------------ | -------------- | ------------------------------------ | ------------- | ------------------------- | ------------- | ---------- |
| 警察大将     | พลตำรวจเอก     | ポン・タムルワット・エーク           | พล.ต.อ.       | Police General            | Pol.Gen.      |            |
| 警察中将     | พลตำรวจโท      | ポン・タムルワット・トー             | พล.ต.ท.       | Police Lieutenant General | Pol.lt.Gen.   |            |
| 警察少将     | พลตำรวจตรี      | ポン・タムルワット・トリー           | พล.ต.ต.       | Police Major General      | Pol.Maj.Gen.  |            |
| 警察准将     | พลตำรวจจัตวา    | ポン・タムルワット・チャッタワー     | พล.ต.จ.       | Police Brigadier General  | Pol.Brig.Gen. | すでに廃止 |
| 上級警察大佐 | พันตำรวจเอกพิเศษ | パン・タムルワット・エーク・ピセート | พ.ต.อ. (พิเศษ) | Police Senior Colonel     | Pol.Sr.Col.   | すでに廃止 |
| 警察大佐     | พันตำรวจเอก     | パン・タムルワット・エーク           | พ.ต.อ.        | Police Colonel            | Pol.Col.      |            |
| 警察中佐     | พันตำรวจโท      | パン・タムルワット・トー             | พ.ต.ท.        | Police Lieutenant Colonel | Pol.Lt.Col.   |            |
| 警察少佐     | พันตำรวจตรี      | パン・タムルワット・トリー           | พ.ต.ต.        | Police Major              | Pol.Maj.      |            |
| 警察大尉     | ร้อยตำรวจเอก    | ローイ・タムルワット・エーク         | ร.ต.อ.        | Police Captain            | Pol.Capt.     |            |
| 警察中尉     | ร้อยตำรวจโท     | ローイ・タムルワット・トー           | ร.ต.ท.        | Police Lieutenant         | Pol.Lt.       |            |
| 警察少尉     | ร้อยตำรวจตรี     | ローイ・タムルワット・トリー         | ร.ต.ต.        | Police Sub-Lieutenant     | Pol.Sub.Lt.   |            |

### 下士官（大臣任官）
| 日本語   | タイ語     | 発音                                 | タイ語略式 | 英語                         | 英語略式         |
| -------- | ---------- | ------------------------------------ | ---------- | ---------------------------- | ---------------- |
| 巡査部長 | ดาบตำรวจ   | ダープ・タムルワット                 | ด.ต.       | Police Senior Sergeant Major | Pol.Sen.Sgt.Maj. |
| 巡査長   | จ่าสิบตำรวจ  | チャー・シップ・タムルワット・エーク | จ.ส.ต.     | Police Sergeant Major        | Pol.Sgt.Maj.     |
| 一等巡査 | สิบตำรวจเอก | シップ・タムルワット・エーク         | ส.ต.อ.     | Police Sergeant              | Pol.Sgt.         |
| 二等巡査 | สิบตำรวจโท  | シップ・タムルワット・トー           | ส.ต.ท.     | Police Corporal              | Pol.Cpl.         |
| 三等巡査 | สิบตำรวจตรี  | シップ・タムルワット・トリー         | ส.ต.ต.     | Police Lance Corporal        | Pol.L/C          |

### 下士官以下（無任官）
| 日本語 | タイ語  | 発音               | タイ語略式 | 英語                               | 英語略式  |
| ------ | ------- | ------------------ | ---------- | ---------------------------------- | --------- |
| 巡査   | พลตำรวจ | ポン・タムルワット | พลฯ        | Policeman Constable/Police Private | Pol.Const |

### 警察士官候補生
| 日本語         | タイ語            | 発音                                     | タイ語略式 | 英語         | 英語略式 |
| -------------- | ----------------- | ---------------------------------------- | ---------- | ------------ | -------- |
| 警察士官候補生 | นักเรียนนายร้อยตำรวจ | ナックリアン・ナーイローイ・タムルワット | นรต.       | Police Cadet | 無し     |

## 歴代の警察長官
| ポリス隊（กองโปลิศ） / 警邏隊局（กรมกองตระเวณ） (1860年 - 1915年) |                                                                               |                                                    |                |                | |
|                                                                  | 名                                                                            | タイ語名                                           | 就任           | 退任           | |
| 1                                                                | ルワン・ラッタヤーピバーンバンチャー (サミュエル・ジョセフ・バード・エイムズ) | หลวงรัถยาภิบาลบัญชา (Captain Samuel Joseph Bird Ames) | 1860年         | 1892年         | |
| 2                                                                | プラヤー・アカラーチャウォラートーン (パッサダー・ブラナシリ)                 | พระยาอรรคราชวราทร (ภัสดา บุรณศิริ)                     | 1892年         | 1897年         | |
| 3                                                                | A.J. ジャーディン                                                             | เอ.เย.ยาดิน (A.J.Jardine)                           | 1897年         | 1904年         | |
| 4                                                                | エリック・セイント・J. ローソン                                               | อีริกเซ็นต์ เย ลอสัน (Eric Saint J.Lawson)              | 1904年         | 1913年         | |
| 5                                                                | プラヤー・ワーステープ (G. ショウ)                                            | พระยาวาสุเทพ (G.Schau)                              | 1913年         | 1915年         | |
| 警察局 (1915年 - 1998年)                                         |                                                                               |                                                    |                |                | |
|                                                                  | 名                                                                            | タイ語名                                           | 就任           | 退任           | |
| 6                                                                | カムロップ親王                                                                | พระวรวงศ์เธอ พระองค์เจ้าคำรบ                          | 1915年         | 1929年         | |
| 7                                                                | プラヤー・アティゴーンプラガート (ルイ・ヂャーティガワニット)                 | พระยาอธิกรณ์ประกาศ (หลุย จาติกวณิช)                     | 1929年         | 1932年         | |
| 8                                                                | プラヤー・ブレートパドゥンギット (ルワイ・プロームモーボン)                   | พระยาบุเรศผดุงกิจ (รวย พรหโมบล)                       | 1932年         | 1933年         | |
| 9                                                                | プラヤー・アヌサソントゥラガーン (ヂャーン・ワットナプックガ)                 | พระยาอนุสสรธุระการ (จ่าง วัจนะพุกกะ)                    | 1933年         | 1936年         | |
| 10                                                               | ルワン・アドゥンデートチャラット (アドゥン・アドゥンデートチャラット)         | หลวงอดุลเดชจรัส (อดุล อดุลเดชจรัส)                      | 1936年         | 1945年         | |
| 11                                                               | プララームイントラー (ドゥワン・ヂュライヤーノン)                             | พระรามอินทรา (ดวง จุลัยยานนท์)                         | 1945年         | 1946年         | |
| 12                                                               | プラ・ピヂャーンポンギット' (ユーセーク・ドゥララムパ)                        | พระพิจารณ์พลกิจ (ยู่เซ็ก ดุละลัมพะ)                        | 1946年         | 1947年         | |
| 13                                                               | ルワン・チャートドラガーンゴーソン (ヂィアム・ リムピチャート)                | หลวงชาติตระการโกศล (เจียม ลิมปิชาติ)                    | 1947年         | 1951年         | |
| 14                                                               | パオ・シーヤーノン                                                            | เผ่า ศรียานนท์                                        | 1951年         | 1957年         | |
| 15                                                               | サワイ・サワイセーンヤーゴーン                                                | ไสว ไสวแสนยากร                                     | 1957年         | 1959年         | |
| 16                                                               | サリット・タナラット                                                          | สฤษดิ์ ธนะรัชต์                                        | 1959年         | 1963年         | |
| 17                                                               | プラスート・ルチラウォン                                                      | ประเสริฐ รุจิรวงศ์                                     | 1963年         | 1972年         | |
| 18                                                               | プラパート・ヂャールサティアン                                                | ประภาส จารุเสถียร                                    | 1972年         | 1973年         | |
| 19                                                               | プラチュワップ・スンタラーングーン                                            | ประจวบ สุนทรางกูร                                    | 1973年         | 1974年         | |
| 20                                                               | ポット・ペーガナン                                                            | พจน์ เภกะนันทน์                                       | 1974年         | 1975年         | |
| 21                                                               | シースック・マヒントーンテープ                                                | ศรีสุข มหินทรเทพ                                      | 1975年         | 1975年         | |
| 22                                                               | モンチャイ・パンコンチューン                                                  | มนต์ชัย พันธุ์คงชื่น                                      | 1976年         | 1981年         | |
| 23                                                               | スラポン・ヂュンラプラーム                                                    | สุรพล จุลละพราหมณ์                                    | 1981年         | 1982年         | |
| 24                                                               | ナロン・マハーノン                                                            | ณรงค์ มหานนท์                                        | 1982年         | 1987年         | |
| 25                                                               | パオ・サーラシン                                                              | เภา สารสิน                                          | 1987年         | 1989年         | |
| 26                                                               | サウェーン・ティーラサワット                                                  | แสวง ธีระสวัสดิ์                                       | 1989年         | 1991年         | |
| 27                                                               | サワット・アモーンウィワット                                                  | สวัสดิ์ อมรวิวัฒน์                                       | 1991年         | 1993年         | |
| 28                                                               | プラティン・サンティプラポップ                                                | ประทิน สันติประภพ                                     | 1993年         | 1994年         | |
| 29                                                               | ポット・ブンヤチンダー                                                        | พจน์ บุณยะจินดา                                       | 1994年         | 1996年         | |
| 30                                                               | プラチャー・プロムノーク                                                      | ประชา พรหมนอก                                      | 1996年         | 1998年10月16日 | |
| 国家警察庁 (1998年 - 現在)                                       |                                                                               |                                                    |                |                | |
|                                                                  | 名                                                                            | タイ語名                                           | 就任           | 退任           | |
| -                                                                | プラチャー・プロムノーク                                                      | ประชา พรหมนอก                                      | 1998年10月16日 | 2000年9月30日  | |
| 31                                                               | ポーンサック・ドゥロンカウィブーン                                            | พรศักดิ์ ดุรงควิบูลย์                                     | 2000年10月1日  | 2001年9月30日  | |
| 32                                                               | サン・サルターノン                                                            | สันต์ ศรุตานนท์                                        | 2001年9月30日  | 2004年 9月30日 | 首相府補佐官（定年退官まで） (2004年3月22日 - 2004年9月30日) |
| -                                                                | スントーン・サーイクワン                                                      | สุนทร ซ้ายขวัญ                                        | 2004年3月22日  | 2004年9月30日  | 国家警察長官代行 |
| 34                                                               | ゴーウィット・パッタナ                                                        | โกวิท วัฒนะ                                          | 2004年10月1日  | 2007年4月22日* | 首相府補佐官 任期超過 ( 2007年2月5日 - 2007年4月22日) *軍事裁判所はその後、2007年9月30日の退官までの長官在職を認めた。                                                                             |
| 35                                                               | セーリーピスット・テーミーヤーウェート                                        | เสรีพิศุทธ์ เตมียาเวส                                   | 2007年10月1日  | 2008年4月8日   | 国家警察長官代行 (2007年2月5日 - 2007年10月1日) 首相府補佐官 任期超過 ( 2008年2月29日 - 2008年4月8日)                                                                                              |
| 36                                                               | パチャラワート・ウォンスワン                                                  | พัชรวาท วงษ์สุวรรณ                                    | 2008年4月8日   | 2009年9月30日  | 国家警察長官代行 (2008年2月29日 - 2008年4月8日) 首相府補佐官 (2008年11月28日 - 2008年12月21日) 一時休職 (2009年8月4日 - 2009年8月10日) 首相府補佐官（定年退官まで） (2009年9月9日 - 2009年9月30日) |
| -                                                                | ウィチアン・ポットポーシー                                                    | วิเชียร พจน์โพธิ์ศรี                                     | 2009年8月4日   | 2009年8月10日  | 国家警察長官代行 (2009年8月4日 - 2009年8月10日 ) |
| -                                                                | ターニー・ソムブーンサップ                                                    | ธานี สมบูรณ์ทรัพย์                                      | 2009年8月9日   | 2009年8月30日  | 国家警察長官代行 (2009年8月9日 - 2009年8月30日) |
| -                                                                | パティープ・タンプラスート                                                    | ปทีป ตันประเสริฐ                                      | 2008年11月28日 | 2008年12月21日 | 国家警察長官代行 第1期 (2008年11月28日- 2008年12月21日) 第2期 (2009年10月1日 - 2010年9月2日) |
| -                                                                | パティープ・タンプラスート                                                    | ปทีป ตันประเสริฐ                                      | 2009年10月1日  | 2010年9月2日   | 国家警察長官代行 第1期 (2008年11月28日- 2008年12月21日) 第2期 (2009年10月1日 - 2010年9月2日) |
| 37                                                               | ウィチアン・ポットポーシー                                                    | วิเชียร พจน์โพธิ์ศรี                                     | 2010年9月2日   | 2011年10月14日 | |
| -                                                                | プリアオパン・ダーマーポン                                                    | เพรียวพันธ์ ดามาพงศ์                                   | 2011年10月15日 | 2011年10月25日 | 国家警察長官代行 |
| 38                                                               | プリアオパン・ダーマーポン                                                    | เพรียวพันธ์ ดามาพงศ์                                   | 2011年10月26日 | 現在           | |

## 国際犯罪

### 犯罪人引渡し
1911年にイギリスとの間に犯罪人引渡し条約を締結して以来、すでに10数カ国と条約に批准をしている。日本とタイの間に犯罪人引渡し条約は締結されておらず、国際刑事警察機構（ICPO）を通じて、情報提供、国際手配を行い、さらに外交ルートを通じて引渡し、代理処罰を請求することになる。しかし、実際に逃亡犯罪人の引渡し、代理処罰などが行われるかどうかは両国の当局の判断による。また、タイ人が海外で起こした犯罪に対しては、タイ自国民の犯罪者の引渡しに応じない代わりに、タイ国内法による代理処罰が適用される。

#### 締結国
- 締結国：イギリス（1911）、アメリカ合衆国（1983）、ベルギー（1937）、インドネシア（1976）、フィリピン（1981）、中華人民共和国（1993）、マレーシア（イギリスとの条約の継承）、フィジー（イギリスとの条約の継承）、カナダ（イギリスとの条約の継承）、オーストラリア（イギリスとの条約の継承）、カンボジア（1998）、ラオス（1999）
- 署名済み・未批准：バングラデシュ（1998）、大韓民国（1999）
- 相互協力承諾のみ：フランス、イタリア、ノルウェー、ドイツ、オーストリア
- 協議中：香港、アラブ首長国連邦

### 受刑者移送
タイは、1985年に欧州協議会(CE)が発行した多国間条約「受刑者移送条約」に加盟していない。そのため独自に20数カ国と二カ国条約を締結している。日本とは、2009年7月11日に二国間受刑者移送条約に署名をしている。日本との条約には欧州協議会の多国間条約と異なる点が主に4点あり、移送対象は拘禁刑に限られる。受入国のみが要請できる。刑の執行のみ認められ、刑の転換はできない。移送国のみが特赦を行える。また、移送の際には、受刑者が希望しなくてはならないため、在外公館を通じて受刑者移送ガイドラインを手渡すことにより通知することになっている。日タイ両国の批准書交換を終え、2010年8月28日に発効した。

## 関連事項
- タイ王国陸軍
- タイ王国海軍
- タイ王国空軍
- ポリス・ユナテッドFC (タイ)（สโมสรฟุตบอลอินทรีเพื่อนตำรวจ） - 警察サッカークラブ（タイリーグ・ディヴィジョン1所属）